# Челевец
Челевец (мкд. Челевец) је насеље у Северној Македонији, у јужном делу државе. Челевец је насеље у оквиру општине Демир Капија.

## Географија
Челевец је смештен у јужном делу Северне Македоније. Од најближег града, Кавадараца, село је удаљено 30 km источно.
Село Челевец се налази у историјској области Тиквеш. Село је смештено на јужним планина Конечке планине, док јужно од насеља протиче Вардар, који је у овом делу клисураст (клисура Гвоздена Капија). Надморска висина села је приближно 180 метара надморске висине.
Месна клима је измењена континентална са значајним утицајем Егејског мора (жарка лета).

## Становништво
Челевец је према последњем попису из 2002. године имао 52 становника.
Већинско становништво у насељу су етнички Турци (100%).
Претежна вероисповест месног становништва је ислам.